# Rio Blaju (Bârgău)
O Rio Blaju (Bârgău) é um rio da Romênia afluente do Rio Bârgău, localizado no distrito de Bistriţa-Năsăud.